# Incidente do Japurá
No dia 26 de fevereiro de 2002, em um ato em memória aos militares vítimas do ataque ao posto semi-permanente do Exército Brasileiro no Rio Traíra em 26 de fevereiro de 1991, ato esse realizado desde 1992 pelo comando do 8º Batalhão de Infantaria da Selva, cerca de 5 guerrilheiros colombianos das FARC entraram em confronto contra forças do Pelotão Especial de Fronteira de Vila Bitencourt, do Exército Brasileiro.

## O Incidente
Durante o ato em memória aos militares mortos pelos ataques de guerrilheiros no dia 26 de fevereiro de 1991 começaram a ocorrer relatos sobre a presença de guerrilheiros no rio Japurá, próximo de Vila Bitencourt, no estado do Amazonas, algo que fez com que tropas do Pelotão Especial Fronteira de Vila Bitencourt fossem despachados para uma averiguação no local. Por volta das 17 horas, um barco a motor embarcado por 5 pessoas (4 homens e 1 mulher, segundo os relatos) fardadas foi avistado pelos brasileiros indo em direção à cidade colombiana de La Predera, passando em alta velocidade e ignorando por completo a fiscalização obrigatória realizada pelo exército brasileiro, com isso, um grupo formado por 4 soldados e 1 cabo do Pelotão Especial foram enviados para averiguação e fiscalização da embarcação, porém, a mesma já havia passado de uma pequena ilha fluvial que demarca a fronteira entre Brasil e Colômbia, ou seja, já estavam fora do território nacional.
Após um tempo, os brasileiros foram lentamente em direção dos colombianos com suas armas apontadas, enquanto os guerrilheiros apontavam suas AK-47 em direção aos brasileiros, e com isso, foi iniciado o confronto. Os colombianos aparentemente sofreram com a falha de suas armas enquanto os brasileiros dispararam vários  tiros contra os colombianos, causando a morte dos cinco colombianos e o afundamento da embarcação.
E assim como no confronto ocorrido 11 anos antes, os brasileiros saíram vitoriosos, porém, logo uma incerteza bateu os soldados brasileiros, já que temiam que fossem soldados colombianos, algo que certamente iria causar um conflito diplomático entre ambas as nações, além disso, caso realmente fossem colombianos, o governo da Colômbia certamente estaria em vantagem, afinal, o confronto ocorreu em território colombiano.
A incerteza permaneceu por três dias, até que um indígena levou até soldados do exército uma bolsa que flutuava perto da zona do confronto, dentro dela estava alguns biscoitos e objetos de uso pessoal, além de uma camiseta camuflada com o símbolo das FARC confirmando que os mortos eram guerrilheiros.
O incidente foi confirmado por ex-soldados e agentes da Polícia Federal, além do general da reserva e na época comandante do Comando Militar da Amazônia, general Valdésio Guilherme de Figueiredo, em uma reportagem para o jornal O Globo.